# Saúl Ongaro
Saúl Fortunato Ongaro (La Plata, Argentina, 24 de agosto de 1916-23 de abril de 2004) fue un futbolista y entrenador argentino.

## Trayectoria

### Como jugador
Comenzó su carrera en 1937 en el club Estudiantes de La Plata.
Tuvo un breve paso por Argentino de Quilmes en 1939, pero volvió a Estudiantes donde se mantuvo hasta 1946.
En 1947 pasó a jugar a Racing Club, donde fue campeón nacional en las temporadas de 1949 y 1950. En el fútbol argentino jugó 254 partidos anotando 17 goles.
En 1951 emigró al fútbol chileno para jugar por el club Universidad de Chile, aquella temporada la «U» finalizó en la quinta posición a seis puntos del campeón Unión Española y el subcampeón Audax Italiano.

## Selección nacional
Fue internacional con la selección de fútbol de Argentina, jugando el Campeonato Sudamericano 1946 en los triunfos 3:1 sobre Uruguay y 2:0 a Brasil. 

### Participación en Campeonatos Sudamericanos
| Copa                         | Sede      | Resultado |
| ---------------------------- | --------- | --------- |
| Campeonato Sudamericano 1946 | Argentina | Campeón   |

## Clubes

### Como jugador
| Club                    | País      | Año       |
| ----------------------- | --------- | --------- |
| Estudiantes de La Plata | Argentina | 1937-1938 |
| Argentino de Quilmes    | Argentina | 1939      |
| Estudiantes de La Plata | Argentina | 1939-1946 |
| Racing Club             | Argentina | 1947-1951 |
| Universidad de Chile    | Chile     | 1951-1952 |

### Como entrenador
| Club                    | País      | Año       |
| ----------------------- | --------- | --------- |
| Gimnasia y Esgrima      | Argentina | 1953      |
| Racing Club             | Argentina | 1955      |
| Estudiantes de La Plata | Argentina | 1956      |
| Racing Club             | Argentina | 1957      |
| Jorge Wilstermann       | Bolivia   | 1958-1960 |
| Racing Club             | Argentina | 1961      |
| Estudiantes de La Plata | Argentina | 1962-1963 |

## Palmarés

### Títulos nacionales

#### Como jugador
| Título           | Club        | País      | Año  |
| ---------------- | ----------- | --------- | ---- |
| Primera División | Racing Club | Argentina | 1949 |
| Primera División | Racing Club | Argentina | 1950 |
| Primera División | Racing Club | Argentina | 1951 |

### Copas nacionales
| Título               | Club                    | País      | Año  |
| -------------------- | ----------------------- | --------- | ---- |
| Copa Escobar         | Estudiantes de La Plata | Argentina | 1944 |
| Copa de la República | Estudiantes de La Plata | Argentina | 1945 |

### Títulos internacionales
| Título                  | Equipo              | Sede      | Año  |
| ----------------------- | ------------------- | --------- | ---- |
| Campeonato Sudamericano | Selección Argentina | Argentina | 1946 |

#### Como entrenador
| Título           | Club              | País      | Año  |
| ---------------- | ----------------- | --------- | ---- |
| Primera División | Jorge Wilstermann | Bolivia   | 1958 |
| Primera División | Jorge Wilstermann | Bolivia   | 1959 |
| Primera División | Racing Club       | Argentina | 1961 |